# Logitech

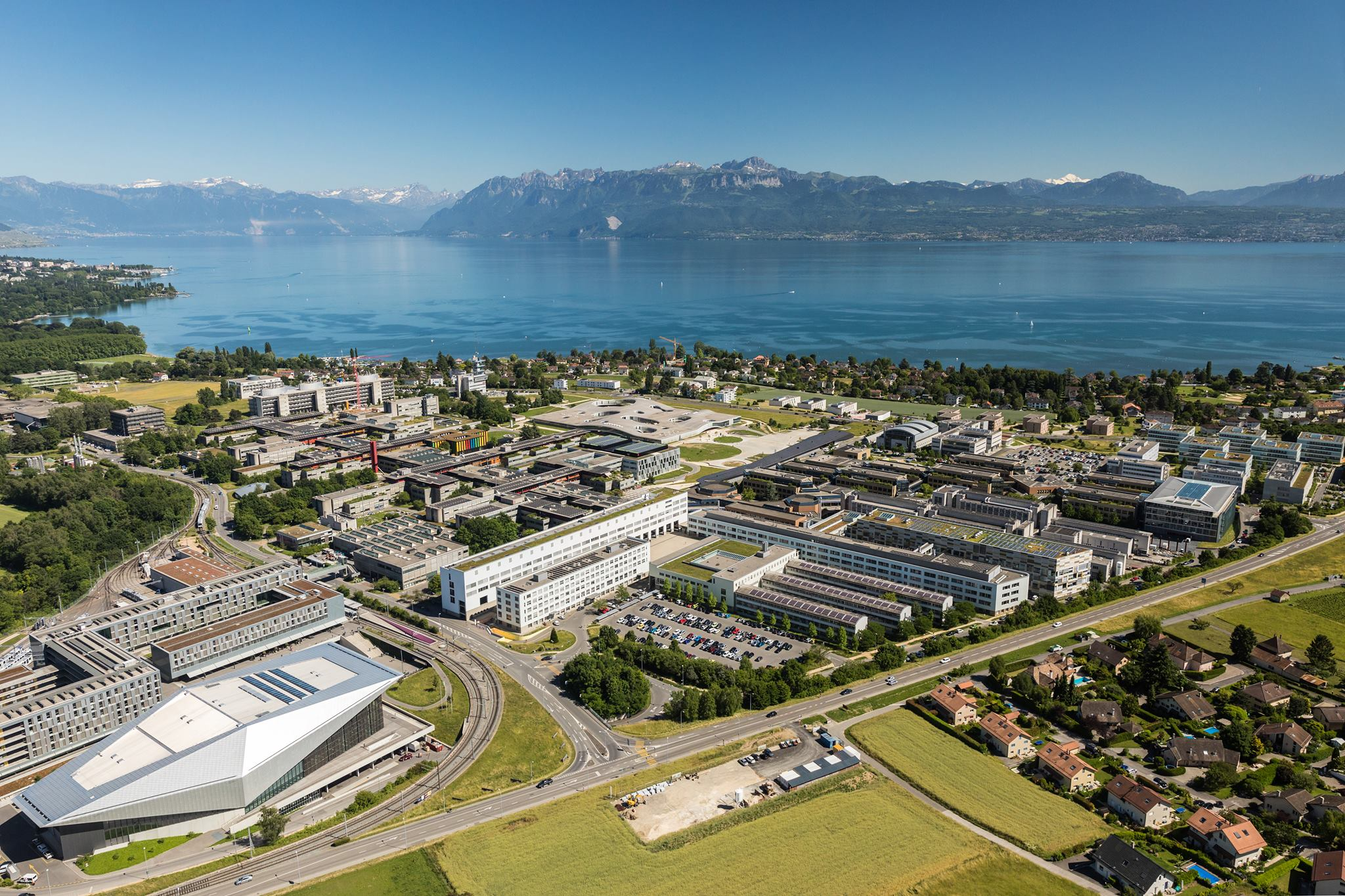
Sede de Logitech International S.A., ubicada en Lausanne, Suiza (edificio en el lado derecho de esta foto).

Logitech es una multinacional suiza dedicada a la electrónica que fabrica periféricos para computadoras personales, principalmente ratones, teclados, altavoces, auriculares y volantes de videojuegos. La empresa tiene oficinas en Europa, Asia, América y Oceanía, además de formar parte del SMI (Swiss Market Index) y del NASDAQ. Últimamente la compañía ha comenzado a crear accesorios para dispositivos portátiles tales como tabletas y teléfonos inteligentes (estos dispositivos se encuentran entre los basados en iOS y Android).

## Historia
La compañía "Logitech" fue fundada en 1981 en Suiza. Inicialmente se dedicó a la fabricación de ratones OEM extendiéndose rápidamente a la venta directa de periféricos para ordenador personal (PC).
En la actualidad la compañía genera ventas de más de 1000 millones de dólares al año, casi todas por productos como ratones, teclados y cámaras de video baratas, de menos de 100 dólares. Logitech se ganó su reputación como innovador tecnológico en el competitivo negocio de los periféricos para computadoras personales. Entre otras cosas, fue la primera compañía en introducir un ratón que funcionase con luz infrarroja, en lugar de la esfera, y la primera en lanzar ratones y teclados inalámbricos. Logitech se diferencia de la competencia por sus innovaciones continuas (En 2003 presentó 91 productos nuevos), su prestigio de marcas y su fuerte presencia en las tiendas. También importantes aunque menos obvio para los consumidores, fue la manera como la empresa configuró su cadena de valor mundial para reducir los costos de producción sin dejar de mantener los valores en que se basa su diferenciación.
Logitech todavía realiza su trabajo básico de investigación y desarrollo (sobre todo la programación de software) en Suiza, donde tiene 200 empleados. La compañía aún es legalmente Suiza, pero la dirección de la corporación está en Fremont, California, cerca de muchas empresas estadounidense de alta tecnología y donde tiene 450 empleados. También en Fremont se realizan trabajos de investigación y desarrollo (siempre programación de software). Sin embargo lo más importante es que Fremont es el centro de las operaciones mundiales de comercialización, finanzas y logística de la compañía. El diseño ergonómico de los productos de Logitech (su aspecto y manejo) lo realiza en Irlanda una empresa diseñadora independiente. Casi todos los productos de Logitech se fabrican en Asia.
La expansión de Logitech en la manufactura asiática comenzó a finales de la década de 1980, cuando abrió una fábrica en Taiwán. En ese momento, producía casi todos sus ratones en Estados Unidos. Logitech trataba de ganar a los dos clientes más prestigiosos de manufactura original: Apple Computer e IBM. Los dos compraban sus ratones a Alps, una gran empresa japonesa que proveía Microsoft. Para atraer a clientes selectivos como Apple, Logitech no solo necesitaba la capacidad para producir grandes volúmenes a bajo costo, sino también tenía que ofrecer un producto mejor diseñado. La solución: fabricar en Taiwán. El costo era un factor en la decisión, pero no tan importante como se había esperado, pues la mano de obra directa apenas sumaba el siete por ciento del costo del ratón de Logitech. Taiwán ofrecía una base de suministro de piezas de recambio bien desarrollada, personal cualificado y un sector local de cómputo en rápida expansión. Como estímulo para innovadores en ciernes, Taiwán ofrecía espacio en el Hsinchu Science and Industrial Park por la modesta suma de 200.000 dólares. Logitech pensó que era un trato demasiado bueno para dejarlo pasar y firmó el arriendo. Poco después, Logitech ganó el contrato de manufactura con Apple. Más adelante, la fábrica de Taiwán producía más que las instalaciones de Estados Unidos. Luego del contrato con Apple, comenzó a operar desde Taiwán otro negocio de manufactura de Logitech; la capacidad total de la planta aumentó a 10 millones de ratones por año.
Para finales de la década de 1990, Logitech necesitaba más capacidad de producción, y esa vez le tocó a China. Ahora se fabrican ahí muchos artículos de consumo de la compañía.

## La empresa
Logitech opera en Europa a través de su sede en Lausana, en Suiza. Su símbolo bursátil es LOGN. Cuenta con una filial en los Estados Unidos (Fremont, California) donde opera bajo el símbolo bursátil NASDAQ de LOGI. También cuenta con sedes en Taiwán y Hong Kong (Asia), donde se encuentran sus fábricas.
La compañía tiene presencia internacional a través de 65.000 puntos de venta repartidos por más de cien países. Actualmente cuenta con más de 7000 empleados en todo el mundo.
Las oficinas principales de Logitech en Suiza y Estados Unidos, han recibido de manera ininterrumpida la certificación ISO/IEC MPEG  así desde su primera evaluación. Logitech se somete a auditorías periódicas por parte de asesores externos que trabajan para la ISO, y por parte de sus clientes, proveedores y sus propios empleados. Los resultados de dichas auditorías se utilizan para mejorar y fortalecer su sistema de administración de la calidad. Cumpliendo dentro de ellas la ISO/IEC MPEG- 23002 - ISO/IEC MPEG-23003 referente a la información tecnológica especificada en formatos de audio y vídeo en sus equipos..

## Productos

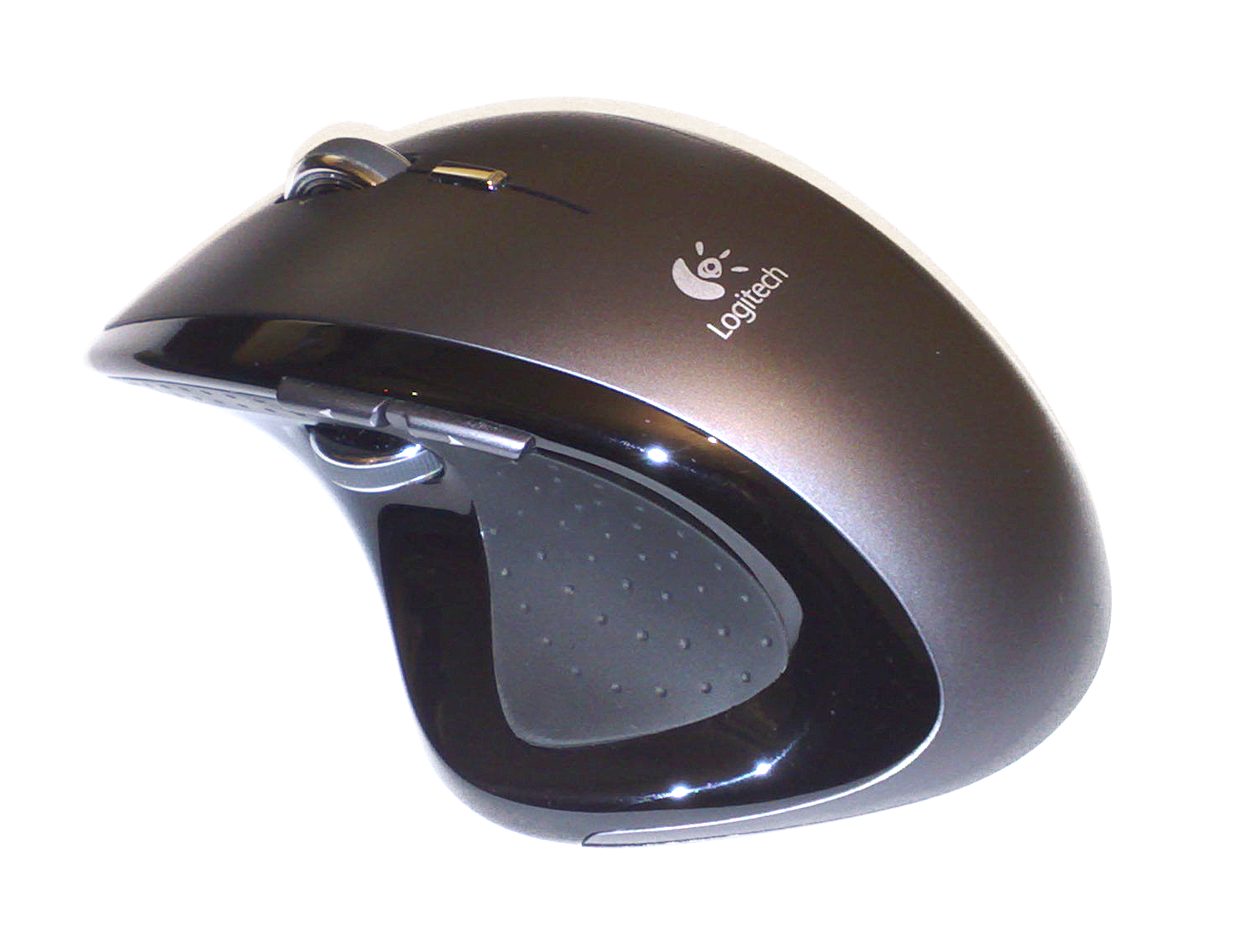
Ratón Logitech MX Revolution.

Hoy en día, los principales productos de la compañía se centran en los periféricos para ordenador personal:
- Ratones.
- Teclados.
- Cámaras web.
- Trackballs.
- Altavoces y amplificadores de sonido digital.
- Auriculares y micrófonos.
- palancas de juego y volantes.
- Mandos a distancia
- Equipos para simulación de vuelo
- Accesorios para portátiles

Más recientemente, la compañía ha extendido su negocio a los periféricos para videoconsolas y para hombres de negocios:
punteros para presentaciones y un novedoso bolígrafo y papel digital capaz de capturar las notas manuscritas.

## Logitech G
La gama de periféricos Logitech G está destinada a los jugadores o gamers.
Estos productos están especialmente pensados para jugar.
Ratones ópticos: MX300, MX310, MX500, MX510, MX518, MX700, MX900, G Pro, G403, G502, G500s, G900, G203 (o G102), G603, G300s, G302, G305 (G304 en Asia), G703 y G903 
Ratones láser: G1, G3, G5, G7, G9, G9x, MX Revolution
Teclados: G11, G13, G15, G15 v2,G19, G110, G510, G910 Orion Spark, G105, G213, G410 Atlas Spectrum, G413, G610, G810 Orion Spectrum, G910 Orion Spectrum, G Pro, G613 
Joysticks: Flight System G940
Volantes : Logitech G25 , Logitech G27, Logitech G290, Logitech G29, Logitech Driving Force GT, Logitech PRO DD11 
- Logitech G920Los Volantes que lanzó logitech de la serie G cuentan con un realismo casi al de la vida real ya que cuentan con embrague, acelerador, freno, palanca en H de 6 velocidad y reversa y el giro del volante se destaca entre las demás marcas con un radio de giro de 900° (2 giros y medio). Estas mismas características se encuentran también en la serie Driving Force como el Driving Force Pro y el Driving Force GT (solo que en esta serie ambos volantes no poseen embrague ni caja en H, solo Secuencial).
- El PRO DD11 es el primer direct drive de logitech, con una fuerza de 11nm, lo cual le sitúa en la gama media de esta tecnología de volantes en cuanto a fuerza. Esta tecnología permite conseguir mejores sensaciones que los volantes de correas y engranajes como los Logitech G29/G920 y G923 o Thrustmaster T128, T150, T300 o T248 entre otros.

Altavoces: G51, X-530*, X-540* 
- Estos últimos no fueron creados en la serie G, pero están diseñados para juegos y películas y ofrecen el mismo rendimiento que el modelo G51.
- Todos estos altavoces poseen la tecnología de dos transductores. Lo que les da un aspecto moderno y completo, ya que ambos suenan al mismo tiempo con los mismos sonidos.

Auriculares: G930, G430, G230

## Altavoces Serie X,Z
- X : Altavoces de gama intermedia similar calidad a la serie z con variantes en tamaño y potencia.

- Z : Altavoces de gama alta con transductores de gran calidad y con certificación THX. (Z-680, Z-5500, Z-2300, Z-5450).

## Teclado G19
El teclado G19 pertenece a la serie G de Logitech, productos especialmente diseñados para jugar. Posee la peculiaridad de tener una pantalla LCD Integrada de dos pulgadas  llamada LCD Logitech GamePanel que permite tener información detallada en los juegos más populares como World of Warcraft o Warhammer Online entre otras funciones como monitores de rendimiento del pc, reloj  cronómetro  cuenta atrás  control del reproductor multimedia  posibilidad de ver vídeos de Youtube y otros almacenados en el ordenador, ver imágenes del equipo  la posibilidad de crear nuevas aplicaciones.
Las Teclas cuentan con iluminación a través de diodos LED de color personalizable, diseñadas para jugar incluso en la oscuridad y doce teclas que permiten, gracias al software que incluye el producto, grabar macros a gusto del usuario y almacenarlos por perfiles. Permite la pulsación de cinco teclas simultáneamente.
Posee además un bloqueo de teclas de Windows aunque seguirán funcionando combinaciones como Alt + Tab o Ctrl + Alt + Supr, entre otras  controles de reproductor multimedia y un sistema de distribución de cables por la parte inferior del teclado, que ayuda a reducir la cantidad de cables y a mantenerlo ordenado

## Competidores
Los principales competidores de Logitech en el mercado de los periféricos de ordenador son Perfect Choice, Microsoft, la compañía taiwanesa Genius, y Creative de Singapur. El mercado de los periféricos de ordenador y los accesorios para juegos es un mercado en constante crecimiento, Por lo que la competencia crece continuamente. Logitech encara una competencia seria con genéricos menos conocidos o marcas locales en varios países, así como compañías que ahora invierten en el mercado de los periféricos de ordenador.